# アイ・オープナー
アイ・オープナー（英語: Eye-Opener Cocktail）とはラム酒をベースとするカクテル。

## 概要
カクテル名は「目覚まし」「目覚めの一杯」の意味である。しかしながら、日本語の印象から受ける迎え酒とするにはアルコール度数が高いので適していない。
似たような「目覚めの一杯」の意味があるカクテルにコープス・リバイバーがある

## レシピの例
『サヴォイ・カクテル・ブック』に記載されているレシピを以下に挙げる。
材料
- 卵黄 - 1個ぶん
- 砂糖 - 1tsp
- アブサン -  2dash
- キュラソー - 2dash
- クレーム・ド・ノワヨー - 2dash
- ラム酒 - 1グラスぶん

作り方
1. 全ての材料をシェイクして、カクテルグラスに注ぐ。